# KOSPI

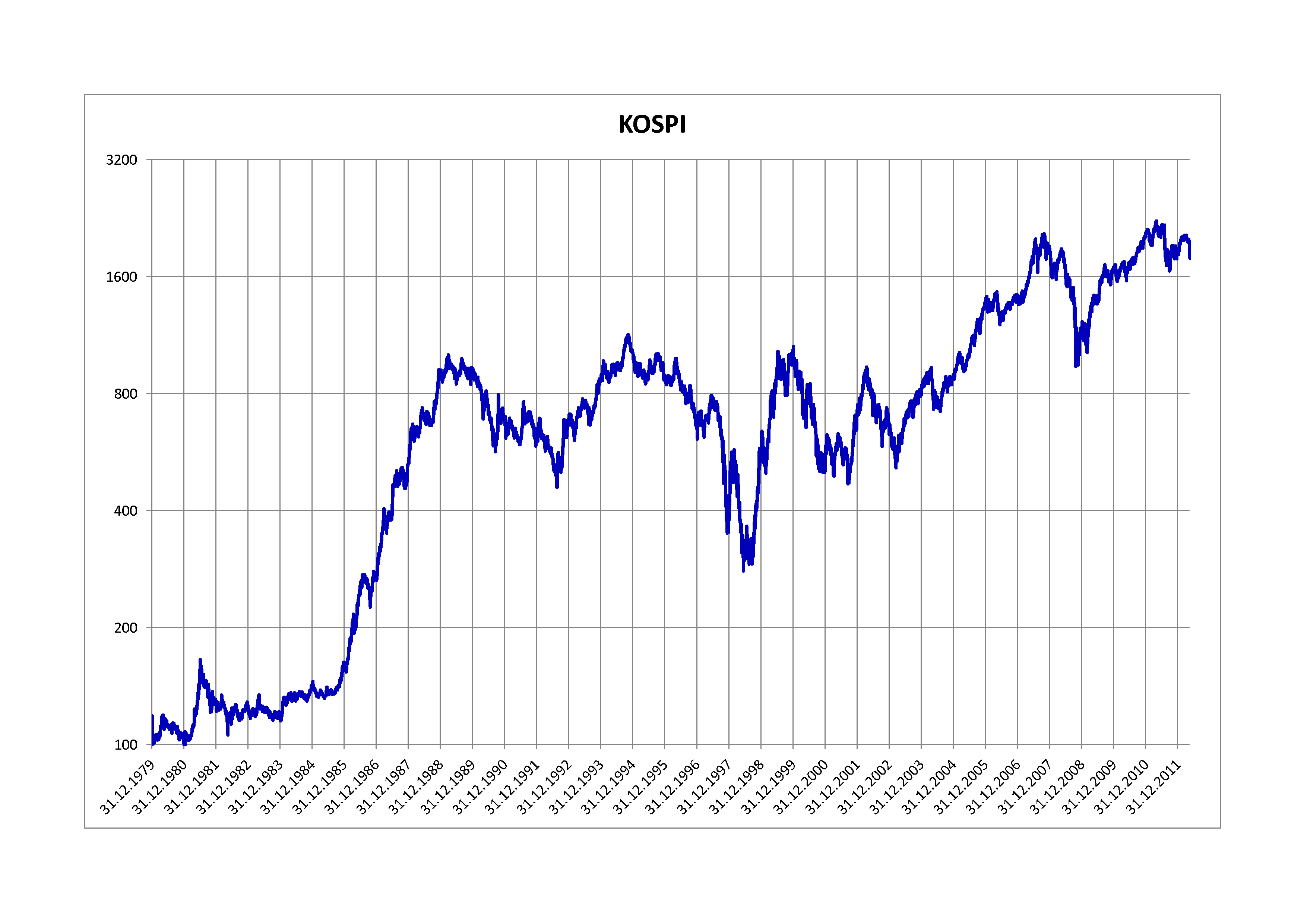
Biểu đồ của KOSPI 1979–2012

Korea Composite Stock Price Index hay KOSPI (코스피지수) là chỉ số của tất cả các cổ phiếu phổ thông được giao dịch trên Bộ phận thị trường chứng khoán—trước đây là Sở giao dịch chứng khoán Hàn Quốc (KRX) của chứng khoán Hàn Quốc. Đây là chỉ số thị trường chứng khoán đại diện của Hàn Quốc, giống như S&P 500 của Mỹ. KOSPI được giới thiệu vào năm 1983 với giá trị cơ bản là 100 vào ngày 4 tháng 1 năm 1980. Nó được tính toán dựa trên vốn hóa thị trường. Tính đến năm 2007, khối lượng hàng ngày của KOSPI là hàng trăm triệu cổ phiếu hoặc (hàng nghìn tỷ won).

## Lịch sử
KOSPI (한국종합주가지수 Hanguk jonghap juga jisu) được giới thiệu năm 1983, thay thế cho KCSPI (Korea Composite Stock Price Index).
Trong nhiều năm, KOSPI đã giảm xuống dưới 1.000, đạt đỉnh trên 1.000 vào tháng 4 năm 1989, tháng 11 năm 1994 và tháng 1 năm 2000. Ngày 17 tháng 6 năm 1998, KOSPI đã ghi nhận mức tăng phần trăm lớn nhất trong một ngày là 8,50% (23,81 điểm), phục hồi từ mức đáy của Khủng hoảng tài chính Châu Á. Ngày12 tháng 9 năm 2001, KOSPI có mức giảm tỷ lệ phần trăm trong một ngày lớn nhất là 12,02% (64,97 điểm) ngay sau sự kiện 11/9. Ngày 28 tháng 2 năm 2005, KOSPI đóng cửa ở mức 1.011,36, giảm xuống 902,88 vào tháng Tư. Tuy nhiên, không giống như các bẫy tăng giá trước đó, nó tiếp tục đi lên, phá vỡ mức kháng cự 1.000 điểm lâu nay.
Tháng 11 năm 2005, tên tiếng Hàn của chỉ số chính thức được đổi thành Koseupi jisu (코스피지수).
ngày 24 tháng 7 năm 2007, KOSPI đã phá vỡ mức 2.000 lần đầu tiên. Vào ngày 25 tháng 7, nó đóng cửa lúc 2,004,22. Vào ngày 20 tháng 8 năm 2007, chỉ số này đã phục hồi 93,20 (5,69%), mức tăng điểm lớn nhất trong một ngày, sau khi Cục Dự trữ Liên bang Hoa Kỳ hạ lãi suất chiết khấu. Vào ngày 16 tháng 10 năm 2008, chỉ số này giảm 126,50 (9,44%), sau khi Chỉ số Công nghiệp Dow Jones giảm 7,87%.
Ngày 23 tháng 11 năm 2020, chỉ số này đã phá vỡ kỷ lục được thiết lập vào năm 2018 lần đầu tiên ở mức 2.605,14 điểm, sau khi đại dịch coronavirus năm 2020 đã đẩy KOSPI xuống mức thấp vào tháng Ba.

## Giá trị kỷ lục
| Loại       | Cao nhất mọi thời đại | Cao nhất mọi thời đại |
| ---------- | --------------------- | --------------------- |
| Đóng của   | 3.305,21              | tháng 7 năm 2021      |
| Trong ngày | 3.316,08              | 25 tháng 6 năm 2021   |

Bắt đầu từ ngày 24 tháng 2 năm 2020, chỉ số này đã giảm liên tục trong đại dịch COVID-19. Tính đến ngày 15 tháng 3, KOSPI đóng cửa ở mức 1.771,44, khiến Ủy ban Giám sát Tài chính áp đặt lệnh cấm bán khống trong sáu tháng, hành động quyết liệt đầu tiên trong gần chín năm.

## Các mốc quan trọng
Sau đây là dòng thời gian về sự gia tăng của KOSPI thông qua lịch sử thị trường chứng khoán Hàn Quốc.
| Mốc   | Ngày                 | Đóng cửa |
| ----- | -------------------- | -------- |
| 100   | 4 tháng 1 năm 1980   | 100.00   |
| 200   | 1 tháng 4 năm 1986   | 200.15   |
| 300   | 21 tháng 1 năm 1987  | 301.93   |
| 400   | 31 tháng 3 năm 1987  | 405.13   |
| 500   | 19 tháng 8 năm 1987  | 500.73   |
| 600   | 26 tháng 1 năm 1988  | 602.32   |
| 700   | 24 tháng 5 năm 1988  | 705.51   |
| 800   | 24 tháng 11 năm 1988 | 805.86   |
| 900   | 12 tháng 12 năm 1988 | 911.35   |
| 1,000 | 31 tháng 3 năm 1989  | 1,003.31 |
| 1,500 | 9 tháng 4 năm 2007   | 1,501.06 |
| 2,000 | 25 tháng 7 năm 2007  | 2,004.22 |
| 2,500 | 30 tháng 10 năm 2017 | 2,501.93 |
| 3,000 | 7 tháng 1 năm 2021   | 3,031.68 |
| 3,300 | 25 tháng 6 năm 2021  | 3,302.84 |

## Lợi nhuận hàng năm
Bảng sau đây cho thấy sự phát triển hàng năm của KOSPI kể từ năm 1981.
| Năm  | Mức đóng cửa | Thay đổi chỉ số | Thay đổi chỉ số |
| Năm  | Mức đóng cửa | Điểm            | Phần trăm       |
| ---- | ------------ | --------------- | --------------- |
| 1981 | 131.30       |                 |                 |
| 1982 | 128.99       | −2.31           | −1.76           |
| 1983 | 121.21       | −6.03           | −7.78           |
| 1984 | 142.46       | 21.25           | 17.53           |
| 1985 | 163.37       | 20.91           | 14.68           |
| 1986 | 272.61       | 109.24          | 66.87           |
| 1987 | 525.11       | 252.50          | 92.62           |
| 1988 | 907.20       | 382.09          | 72.76           |
| 1989 | 909.72       | 2.52            | 0.28            |
| 1990 | 696.11       | −213.61         | −23.48          |
| 1991 | 610.92       | −85.19          | −12.24          |
| 1992 | 678.44       | 67.52           | 11.05           |
| 1993 | 866.18       | 187.74          | 27.67           |
| 1994 | 1,027.37     | 161.19          | 18.61           |
| 1995 | 882.94       | −144.43         | −14.06          |
| 1996 | 651.22       | −231.72         | −26.24          |
| 1997 | 376.31       | −274.91         | −42.21          |
| 1998 | 562.46       | 187.31          | 49.93           |
| 1999 | 1,028.07     | 465.61          | 82.78           |
| 2000 | 504.62       | −523.45         | −50.92          |
| 2001 | 693.70       | 189.08          | 37.47           |
| 2002 | 627.55       | −66.15          | −9.54           |
| 2003 | 810.71       | 183.16          | 29.19           |
| 2004 | 895.92       | 85.21           | 10.51           |
| 2005 | 1,379.37     | 483.45          | 53.96           |
| 2006 | 1,434.46     | 55.09           | 3.99            |
| 2007 | 1,897.13     | 462.67          | 32.25           |
| 2008 | 1,124.47     | −772.66         | −40.73          |
| 2009 | 1,682.77     | 558.30          | 49.65           |
| 2010 | 2,051.00     | 368.23          | 21.88           |
| 2011 | 1,825.74     | −225.26         | −10.98          |
| 2012 | 1,997.05     | 171.31          | 9.38            |
| 2013 | 2,011.34     | 14.29           | 0.74            |
| 2014 | 1,915.59     | −95.75          | −4.76           |
| 2015 | 1,961.31     | 45.72           | 2.39            |
| 2016 | 2,026.46     | 65.15           | 3.32            |
| 2017 | 2,467.49     | 441.03          | 21.76           |
| 2018 | 2,041.04     | −426.45         | −17.28          |
| 2019 | 2,197.67     | 156.63          | 7.67            |
| 2020 | 2,873.47     | 675.80          | 30.75           |
| 2021 | 2,977.65     | 104.18          | 3.63            |
| 2022 | 2,236.40     | −741.25         | −24.89          |
| 2023 | 2,655.28     | 418.88          | 18.73           |

## Thành phần
Tính đến tháng 2 năm 2024, KOSPI có hơn 880 thành phần.
| Top 10 cổ phiếu hàng đầu theo vốn hóa thị trường | Top 10 cổ phiếu hàng đầu theo vốn hóa thị trường |
| ------------------------------------------------ | ------------------------------------------------ |
| Samsung Electronics                              | KRX: 005930                                      |
| SK Hynix                                         | KRX: 000660                                      |
| LG Energy Solution                               | KRX: 373220                                      |
| Samsung Biologics                                | KRX: 207940                                      |
| Hyundai Motor Company                            | KRX: 005380                                      |
| Kia                                              | KRX: 000270                                      |
| Celltrion                                        | KRX: 068270                                      |
| POSCO                                            | KRX: 005490                                      |
| LG Chem                                          | KRX: 051910                                      |
| Naver Corporation                                | KRX: 035420                                      |

## Các chỉ số khác
- KOSPI 200, KOSPI 100, và KOSPI 50

- Các chỉ số LargeCap, MidCap và SmallCap dựa trên vốn hóa thị trường
- Chỉ số quản trị doanh nghiệp KOGI
- Chỉ số cổ tức KODI
- Các chỉ số ngành như hóa chất, thiết bị điện & điện tử, thiết bị vận tải hoặc ngân hàng.
- KRX 100 và các chỉ số KRX khác tính đến cả thị trường chứng khoán của Sàn giao dịch chứng khoán Hàn Quốc (KRX) — Bộ phận Thị trường Chứng khoán và Bộ phận KOSDAQ

### KOSPI 200
Chỉ số KOSPI 200 bao gồm 200 công ty lớn thuộc Khối Thị trường Chứng khoán. Giá trị cơ bản 100 được thiết lập vào ngày 3 tháng 1 năm 1990. Nó chiếm hơn 70% giá trị thị trường của KOSPI và do đó di chuyển cùng với chỉ số KOSPI. KOSPI 200 rất quan trọng vì nó được niêm yết trên thị trường tương lai và quyền chọn và là một trong những chỉ số được giao dịch tích cực nhất trên thế giới. KOSPI được tính bằng cách lấy vốn hóa thị trường hiện tại (tại thời điểm so sánh) chia cho vốn hóa thị trường cơ sở (tính đến ngày 4 tháng 1 năm 1980).
Nghĩa là: Chỉ số hiện tại = Tổng vốn hóa thị trường hiện tại của các thành phần × 100 / Vốn hóa thị trường cơ sở 
Mức thấp nhất mọi thời đại của nó là 31,96, đạt được vào ngày 16 tháng 6 năm 1998, trong cuộc khủng hoảng tài chính. Nó đóng cửa trên 200 lần đầu tiên vào ngày 24 tháng 4 năm 2007.
Hợp đồng tương lai Kospi 200 (ký hiệu mã KOS) được giao dịch trên Sàn giao dịch tương lai Hàn Quốc. Hợp đồng được trích dẫn theo điểm chỉ số với mỗi quy mô hợp đồng có giá trị là 250.000 điểm chỉ số.
| Quy mô hợp đồng        | 250,000 Points |
| Trao đổi               | KRX            |
| Ngành                  | Index          |
| Kích thước đánh dấu    | 0.05           |
| Giá trị đánh dấu       | 12500 KRW      |
| Giá trị điểm lớn (BPV) | KRW            |
| Số thập phân           | 2              |

### KRX 100
KRX 100 là chỉ số của 100 công ty niêm yết trên Korea Exchange, bao gồm các công ty lớn của KOSDAQ. Nó được thiết kế để thay thế KOSPI 200 làm chỉ số tương lai quan trọng, nhưng cho đến nay vẫn chưa thành công lắm.

### Sản phẩm phái sinh KRX
- Sản phẩm chỉ số chứng khoán: Hợp đồng tương lai KOSPI 200, Quyền chọn KOSPI 200, Hợp đồng tương lai STAR
- Sản phẩm vốn cổ phần cá nhân: Hợp đồng tương lai vốn cổ phần cá nhân, Quyền chọn vốn cổ phần cá nhân
- Sản phẩm lãi suất: Hợp đồng tương lai trái phiếu kho bạc Hàn Quốc 3 năm (KTB3), Hợp đồng tương lai trái phiếu kho bạc Hàn Quốc 5 năm (KTB5), Hợp đồng tương lai trái phiếu kho bạc Hàn Quốc 10 năm (KTB10), Hợp đồng tương lai MSB
- Sản phẩm tiền tệ: Hợp đồng tương lai USD, Quyền chọn USD, Hợp đồng tương lai Yên Nhật, Hợp đồng tương lai Euro
- Sản phẩm hàng hóa: Hợp đồng tương lai vàng, tương lai lợn nạc

## Thủ tục đầu tư cho người nước ngoài
Để giao dịch các hợp đồng tương lai và quyền chọn niêm yết trên KRX, nhà đầu tư nước ngoài có thể chỉ định ngân hàng giám sát làm đại diện ủy quyền thường trực (thông qua thỏa thuận ngân hàng giám sát và thỏa thuận ủy quyền thường trực để tạo thuận lợi cho giao dịch).
Ngân hàng giám sát với tư cách là người được ủy quyền thường trực sẽ mở tài khoản tại các ngân hàng ngoại hối và các công ty tương lai, gửi và rút tiền của nhà đầu tư cũng như giám sát tài sản của nhà đầu tư cho họ. Nhà đầu tư nước ngoài nên chỉ định các ngân hàng ngoại hối thông qua thỏa thuận trao đổi ngoại tệ để thực hiện các giao dịch và chuyển khoản ngoại hối của mình. Hầu hết các ngân hàng ngoại hối cũng làm ngân hàng giám sát và hoạt động ủy quyền thường trực. Nhà đầu tư nước ngoài nên chỉ định các công ty chứng khoán và tương lai để giao dịch hợp đồng tương lai và quyền chọn được giao dịch trên KRX.

### Dữ liệu
- Reuters page for.KS11
- Korea Exchange: KOSPI
- ^KS11: Summary for KOSPI - Yahoo! Finance